# Overrent
Mit Overrent bezeichnet man den Teil der Miete, der über den ortsüblichen Mietsätzen liegt. Overrent wird z. B. vereinbart, um vom Mieter genutzte bauliche Einrichtungen, die vom Vermieter erstellt wurden, abzugelten.
Ein Overrent muss im Rahmen einer Verkehrswertermittlung berücksichtigt werden – im Gegensatz zur Beleihungswertermittlung, wo er nicht berücksichtigt werden darf.